# Eurovision Dance Contest 2008
Der 2. Eurovision Dance Contest fand am 6. September 2008 in Glasgow, Vereinigtes Königreich statt. Edyta Herbuś und Marcin Mroczek gewannen den Wettbewerb für Polen.

## Austragungsort
Am 7. Juli 2008 gab die BBC bekannt, dass der Wettbewerb im Scottish Exhibition and Conference Centre in Glasgow in Schottland stattfinden wird.
Die BBC war für die Ausrichtung zuständig, es handelte sich um die zweite Austragung eines Eurovision-Events bzw. des Eurovision Dance Contests im Vereinigten Königreich nach dem Eurovision Dance Contest 2007 in London und die erste Austragung eines Eurovision-Events in Schottland seit dem Eurovision Song Contest 1972 in Edinburgh.

## Format

### Regelwerk
Für die zweite Edition wurden drei neue Regeln festgelegt. Den teilnehmenden Länder war es grundsätzlich nicht mehr erlaubt, ein aus zwei Profis bestehendes Tanzpaar für den Wettbewerb auszuwählen, wobei jedes Paar eine innerhalb des Landes bekannte Persönlichkeit umfassen musste. Des Weiteren durfte jedes Paar nur noch einen einzigen Tanz präsentieren.

### Jury
Die EBU gab die folgende Jury bekannt. Die Jury bestand aus folgenden Personen:
- Deutschland: Sven Traut
- Frankreich: Michelle Ribas
- Singapur: Gladys Tay (Präsidentin)
- Slowenien: Barbara Nagode Ambrož

## Teilnehmer

### Länder
Insgesamt bestätigten 14 Länder ihre Teilnahme am Wettbewerb, was somit ein Teilnehmer weniger war als beim ersten EDC 2007.
Deutschland, die Schweiz und Spanien zogen sich nach einmaliger Teilnahme und ihrem Debüt 2007 vom Wettbewerb zurück. Aserbaidschan hingegen gab sein Debüt beim Wettbewerb.

### Missachtung der Regeln
Trotz der neuen Regeln traten Griechenland und Aserbaidschan jeweils mit zwei professionellen Tänzern an. Dies hatte jedoch keine Auswirkungen auf die Teilnahme beider Länder.

### Nationale Vorentscheidungen
| Land                   | Vorentscheidung                      |
| ---------------------- | ------------------------------------ |
| Aserbaidschan          | interne Auswahl                      |
| Dänemark               | interne Auswahl                      |
| Finnland               | interne Auswahl                      |
| Griechenland           | interne Auswahl                      |
| Irland                 | The Late Late Show                   |
| Litauen                | Šokių Eurovizija nacionalinė atranka |
| Niederlande            | interne Auswahl                      |
| Österreich             | Dancing Stars for Europe             |
| Polen                  | interne Auswahl                      |
| Portugal               | interne Auswahl                      |
| Russland               | Dancing with Stars                   |
| Schweden               | Let’s Dance                          |
| Ukraine                | interne Auswahl                      |
| Vereinigtes Königreich | interne Auswahl                      |

## Finale
Das Finale fand am 6. September 2008 im Scottish Exhibition and Conference Centre in Glasgow statt. Edyta Herbuś und Marcin Mroczek gewannen den Wettbewerb für Polen.
| Platz | Startnr. | Land                   | Tanzpaar          | Tanzpaar             | Tanzstil(e)                                   | Punkte | Punkte     | Punkte |
| Platz | Startnr. | Land                   | Tänzerin          | Tänzer               | Tanzstil(e)                                   | Jury   | Televoting | Gesamt |
| ----- | -------- | ---------------------- | ----------------- | -------------------- | --------------------------------------------- | ------ | ---------- | ------ |
| 1.    | 13       | Polen                  | Edyta Herbuś      | Marcin Mroczek       | Cha-Cha-Cha, Jazz Dance, Rumba                | 20     | 134        | 154    |
| 2.    | 10       | Russland               | Tatjana Nawka     | Alexander Litwinenko | Cha-Cha-Cha, Paso Doble, Polka, Rumba, Samba, | 24     | 97         | 121    |
| 3.    | 14       | Ukraine                | Lilia Podkopayeva | Kyrylo Khytrov       | Jive, Polka, Rock’n’Roll                      | 16     | 103        | 119    |
| 4.    | 8        | Litauen                | Karina Krysko     | Saulius Skambinas    | Cha-Cha-Cha, Rumba; (Akrobatik)               | 32     | 78         | 110    |
| 5.    | 4        | Aserbaidschan          | Anna Saschina     | Eldar Dschafarow     | Paso Doble, Polka, Rumba, Tango               | 28     | 78         | 106    |
| 6.    | 3        | Dänemark               | Katja Svensson    | Patrick Spiegelberg  | Jazz Dance, Paso Doble, Samba, Tango          | 48     | 54         | 102    |
| 7.    | 11       | Griechenland           | Tonia Kosovich    | Jason Roditis        | Lateinamerikanische Tänze                     | 40     | 32         | 72     |
| 8.    | 12       | Portugal               | Raquel Tavares    | João Tiago           | Rumba, Tango                                  | 0      | 61         | 61     |
| 9.    | 9        | Vereinigtes Königreich | Louisa Lytton     | Vincent Simone       | Jive, Paso Doble, Tango                       | 8      | 39         | 47     |
| 10.   | 6        | Finnland               | Maria Lund        | Mikko Ahti           | Tango                                         | 12     | 32         | 44     |
| 11.   | 5        | Irland                 | Dearbhla Lennon   | Gavin Ó Fearraigh    | Irish Dance, Paso Doble, Rumba                | 0      | 40         | 40     |
| 12.   | 1        | Schweden               | Jeanette Carlsson | Danny Saucedo        | Cha-Cha-Cha                                   | 4      | 34         | 38     |
| 13.   | 2        | Österreich             | Nicole Kuntner    | Dorian Steidl        | Hip-Hop, Jive, Slowfox                        | 0      | 29         | 29     |
| 14.   | 7        | Niederlande            | Roemjana de Haan  | Thomas Berge         | Rumba, Showtanz                               | 0      | 1          | 1      |

### Punktetafel (Jury)
In der folgenden Tabelle sind die Punkte der Jury, die nach jedem Tanz vergeben wurden, dargestellt. Die Länder werden nach der Startreihenfolge sortiert. Das gelb unterlegte Land zeigt den ersten Platz und damit den Sieger.
| Land                   | Punkte | DE | FR | SG | SI | Gesamt |
| ---------------------- | ------ | -- | -- | -- | -- | ------ |
| Schweden               | 4      | 8  | 8  | 8  | 7  | 31     |
| Österreich             | 0      | 7  | 7  | 7  | 7  | 28     |
| Dänemark               | 48     | 12 | 12 | 12 | 12 | 48     |
| Aserbaidschan          | 28     | 12 | 10 | 10 | 10 | 42     |
| Irland                 | 0      | 7  | 7  | 8  | 7  | 29     |
| Finnland               | 12     | 10 | 8  | 8  | 8  | 34     |
| Niederlande            | 0      | 8  | 7  | 7  | 6  | 28     |
| Litauen                | 32     | 12 | 10 | 10 | 10 | 42     |
| Vereinigtes Königreich | 8      | 8  | 10 | 8  | 8  | 34     |
| Russland               | 24     | 10 | 12 | 10 | 10 | 42     |
| Griechenland           | 0      | 10 | 12 | 12 | 10 | 44     |
| Portugal               | 40     | 8  | 7  | 8  | 7  | 30     |
| Polen                  | 20     | 10 | 10 | 12 | 8  | 40     |
| Ukraine                | 16     | 10 | 10 | 10 | 8  | 38     |

### Statistik der Zwölf-Punkte-Vergabe (Jury)
| Anzahl | Land          | erhalten von                                 |
| ------ | ------------- | -------------------------------------------- |
| 4      | Dänemark      | Deutschland, Frankreich, Singapur, Slowenien |
| 2      | Griechenland  | Frankreich, Singapur                         |
| 1      | Aserbaidschan | Deutschland                                  |
| 1      | Litauen       | Deutschland                                  |
| 1      | Polen         | Singapur                                     |
| 1      | Russland      | Frankreich                                   |

### Punktetafel (Televoting)
In der folgenden Tabelle sind die Punkte des Televotings dargestellt. Die Länder werden nach der Startreihenfolge sortiert. Das gelb unterlegte Land zeigt den ersten Platz und damit den Sieger.
| Land                   | Punkte | SE | AT | DK | AZ | IE | FI | NL | LT | UK | RU | GR | PT | PL | UA | Votings |
| ---------------------- | ------ | -- | -- | -- | -- | -- | -- | -- | -- | -- | -- | -- | -- | -- | -- | ------- |
| Schweden               | 34     | –  | 3  | 10 | –  | –  | 7  | –  | 1  | 2  | 2  | 2  | 3  | 4  | –  | 9       |
| Österreich             | 29     | –  | –  | 3  | 2  | 1  | 3  | –  | 4  | 5  | 4  | 5  | 1  | –  | 1  | 10      |
| Dänemark               | 54     | 8  | 7  | –  | 1  | 3  | 8  | 2  | 6  | 4  | –  | 1  | 7  | 2  | 5  | 12      |
| Aserbaidschan          | 78     | 5  | 8  | –  | –  | 7  | 1  | 4  | 12 | 1  | 10 | 6  | 4  | 12 | 8  | 12      |
| Irland                 | 40     | –  | –  | 4  | 6  | –  | 2  | –  | 5  | 8  | 7  | –  | –  | 6  | 2  | 8       |
| Finnland               | 32     | 12 | –  | 6  | 5  | –  | –  | 1  | 3  | –  | –  | –  | 2  | 3  | –  | 7       |
| Niederlande            | 1      | –  | 1  | –  | –  | –  | –  | –  | –  | –  | –  | –  | –  | –  | –  | 1       |
| Litauen                | 78     | 7  | –  | 7  | 4  | 10 | 6  | 5  | –  | 10 | 5  | 4  | 5  | 8  | 7  | 12      |
| Vereinigtes Königreich | 39     | 1  | 4  | 5  | 3  | 8  | –  | 10 | –  | –  | 1  | 3  | –  | 1  | 3  | 10      |
| Russland               | 97     | 6  | 6  | 2  | 8  | 4  | 12 | 8  | 10 | –  | –  | 12 | 10 | 7  | 12 | 12      |
| Griechenland           | 32     | 4  | 2  | –  | –  | 2  | 5  | 3  | –  | 3  | 3  | –  | 6  | –  | 4  | 9       |
| Portugal               | 61     | 3  | 5  | 1  | 7  | 6  | –  | 6  | 2  | 7  | 6  | 7  | –  | 5  | 6  | 12      |
| Polen                  | 134    | 10 | 12 | 12 | 10 | 12 | 10 | 12 | 8  | 12 | 8  | 10 | 8  | –  | 10 | 13      |
| Ukraine                | 103    | 2  | 10 | 8  | 12 | 5  | 4  | 7  | 7  | 6  | 12 | 8  | 12 | 10 | –  | 13      |

### Statistik der Zwölf-Punkte-Vergabe (Televoting)
| Anzahl | Land          | erhalten von                                                      |
| ------ | ------------- | ----------------------------------------------------------------- |
| 5      | Polen         | Dänemark, Irland, Niederlande, Österreich, Vereinigtes Königreich |
| 3      | Russland      | Finnland, Griechenland, Ukraine                                   |
| 3      | Ukraine       | Aserbaidschan, Portugal, Russland                                 |
| 2      | Aserbaidschan | Litauen, Polen                                                    |
| 1      | Finnland      | Schweden                                                          |

### Punktesprecher
Die Punktesprecher gaben die Ergebnisse des Televotings ihrer Länder bekannt.
| Nr. | Land                   | Punktesprecher        |
| --- | ---------------------- | --------------------- |
| 1   | Schweden               | Carin da Silva        |
| 2   | Österreich             | Marvin Wolf           |
| 3   | Dänemark               | Jens Blauenfeldt      |
| 4   | Aserbaidschan          | Husniyya Maharramova  |
| 5   | Irland                 | Brian Osmond          |
| 6   | Finnland               | Jaana Pelkonen        |
| 7   | Niederlande            | Marcus van Teijlingen |
| 8   | Litauen                | Audrius Giržadas      |
| 9   | Vereinigtes Königreich | Carol Smillie         |
| 10  | Russland               | Larisa Verbitskaya    |
| 11  | Griechenland           | Rika Vagianni         |
| 12  | Portugal               | Helena Coelho         |
| 13  | Polen                  | Anna Popek            |
| 14  | Ukraine                | Yuliya Okropiridze    |

## Absagen

### Absagen und daher keine Rückkehr zum EDC
| Land        | Grund und Bemerkung | letzte Teilnahme |
| ----------- | --- | ---------------- |
| Deutschland | Am 13. Juni 2008 gab die Sprecherin des WDRs, Kristina Bausch, bekannt, dass Deutschland 2008 nicht am EDC teilnehmen wird. Als Grund wurde genannt, dass wegen „des eher bescheidenen Erfolgs der Bundesrepublik“ das Land nicht am Wettbewerb teilnehmen werde. Des Weiteren wurde noch erwähnt, dass der EDC im Vorjahr nur geringe Einschaltquoten hatte. Die Sprecherin sagte außerdem, dass der Sender auf Grund dessen 2008 auch auf eine Ausstrahlung verzichten werde. | 2007             |
| Schweiz     | Im Juni 2008 gab SF bekannt, dass die Schweiz nicht am Wettbewerb 2008 teilnehmen wird. Genaue Gründe wurden nicht genannt. Der Sender teilt jedoch auch mit, dass man die Entwicklung des Wettbewerbs abwarten werde. | 2007             |
| Spanien     | Am 14. Juli 2008 fand der spanische Vorentscheid ¡Quiero bailar! für den EDC 2008 statt. Hierbei wurde Nieto ausgewählt gemeinsam mit Rosa López, die Spanien beim Eurovision Song Contest 2002 vertrat, Spanien beim Wettbewerb zu vertreten. Am 28. August 2008 gab der spanische Sender RTVE allerdings bekannt, dass das Land nicht am EDC 2008 teilnehmen wird. Als Grund wurde angegeben, dass am selben Abend des Wettbewerbs auch das Fußball-WM-Qualifikationsspiel zwischen Spanien und Bosnien und Herzegowina in Murcia stattfinden wird und man auf Grund dessen den Wettbewerb nicht ausstrahlen kann. | 2007             |

### Absagen und daher kein Debüt beim EDC
| Länder | Länder     | Länder       |
| --- | ---------- | ------------ |
| Albanien | Israel     | Rumänien     |
| Andorra | Italien    | San Marino   |
| Armenien | Kroatien   | Serbien      |
| Belgien | Lettland   | Slowakei     |
| Bosnien und Herzegowina | Malta      | Slowenien    |
| Bulgarien | Mazedonien | Tschechien   |
| Estland | Moldau     | Türkei       |
| Frankreich | Monaco     | Ungarn       |
| Georgien | Montenegro | Weißrussland |
| Island | Norwegen   | Zypern       |
| Grund |            |              |
| Die Sender der Länder äußerten sich nicht zu einer Teilnahme bzw. Nicht-Teilnahme am Wettbewerb. Schließlich erschienen die Länder nicht auf der Teilnehmerliste für 2008. |            |              |

## Übertragung

### Fernsehübertragung
| Land                      | Sender                                      | Moderation/Kommentar                       | Zuschauer           |
| Teilnehmende Länder       | Teilnehmende Länder                         | Teilnehmende Länder                        | Teilnehmende Länder |
| ------------------------- | ------------------------------------------- | ------------------------------------------ | ------------------- |
| Aserbaidschan             | Ictimai TV                                  | Leyla Aliyeva & Murad Ragimov              |                     |
| Dänemark                  | DR 1                                        | Sisse Fisker & Claus Larsen                |                     |
| Finnland                  | YLE TV 2                                    | Sirpa Suutari-Jääskö & Johanna Pirttilahti |                     |
| Griechenland              | ERT World                                   | Maria Kozakou & Voula Santorineou          |                     |
| Griechenland              | NET                                         | Maria Kozakou & Voula Santorineou          |                     |
| Irland                    | RTÉ One                                     | Marty Whelan & Brian Redmond               |                     |
| Litauen                   | LRT                                         | Asta Einikytė & Virginijus Visockas        |                     |
| Niederlande               | NPO 1                                       | Lucille Werner & Cor van de Stroet         |                     |
| Österreich                | ORF 2                                       | Andi Knoll & Nicole Burns-Hansen           | 490 Tsd.            |
| Polen                     | TVP 2                                       | Artur Orzech & Zbigniew Zasada             | 4,3 Mio.            |
| Portugal                  | RTP 1                                       | Isabel Angelino & Alberto Rodrigues        | 870 Tsd.            |
| Portugal                  | RTP África                                  | Isabel Angelino & Alberto Rodrigues        | 870 Tsd.            |
| Portugal                  | RTP Internacional                           | Isabel Angelino & Alberto Rodrigues        | 870 Tsd.            |
| Russland                  | Perwy kanal                                 | Yana Churikova & Stanislav Popov           |                     |
| Schweden                  | TV 4                                        | David Hellenius & Tony Irving              |                     |
| Ukraine                   | UA:Pershyi                                  | Timur Miroshnychenko & Miroslav Keba       |                     |
| Vereinigtes Königreich    | BBC One                                     | Len Goodman & Craig Revel Horwood          | 4,7 Mio.            |
| Nicht teilnehmende Länder |                                             |                                            |                     |
| Albanien                  | RTSH                                        | Leon Menkshi                               |                     |
| Armenien                  | ARMTV                                       | Felix Khacatryan & Hrachuhi Utmazyan       |                     |
| Australien                | SBS (am 6. Mai 2009 ausgestrahlt)           | (kein Kommentar)                           |                     |
| Bosnien und Herzegowina   | BHRT 1 (verspätet ausgestrahlt)             | Dejan Kukrić                               |                     |
| Island                    | RÚV (verspätet ausgestrahlt)                | Eva María Jónsdóttir                       |                     |
| Israel                    | Channel 1                                   | (kein Kommentar)                           |                     |
| Malta                     | TVM                                         | Eileen Montesin                            |                     |
| Mazedonien                | MRT                                         | Milanka Rašić                              |                     |
| Spanien                   | La 2 (verspätet ausgestrahlt)               | Sandra Daviú                               |                     |
| Spanien                   | RTVE Internacional (verspätet ausgestrahlt) | Sandra Daviú                               |                     |
| Weißrussland              | Belarus 1                                   | Denis Kurian & Tatiana Bondarchuck         |                     |
| Zypern                    | RIK 1                                       | Melina Karageorgiou                        |                     |
| Zypern                    | RIK Sat                                     | Melina Karageorgiou                        |                     |